# Victor-Henri Schweizguth
Victor-Henri Schweizguth, francoski general, * 1878, † 1949.